# محمدجانی
محمدجانی، روستایی از توابع بخش گاریزات شهرستان تفت در استان یزد ایران است.

## جمعیت
این روستا در بخش گاریزات قرار دارد و براساس سرشماری مرکز آمار ایران در سال ۱۳۸۵، جمعیت آن ۲۱۳ نفربوده‌است.